# Lelang-Kommandantur
| Chinesische Bezeichnung   | Chinesische Bezeichnung     |
| ------------------------- | --------------------------- |
| Traditionell:             | 樂浪郡                      |
| Vereinfacht:              | 乐浪郡                      |
| Pinyin:                   | Lèlàng Jùn                  |
| Wade-Giles:               | Lê-lang Chün                |
| Koreanische Bezeichnung   |                             |
| koreanisches Alphabet:    | 낙랑군 / 락랑군             |
| chinesische Zeichen:      | 樂浪郡                      |
| Revidierte Romanisierung: | Nangnang-gun / Rangnang-gun |
| McCune-Reischauer:        | Nangnang-kun / Rangnang-kun |

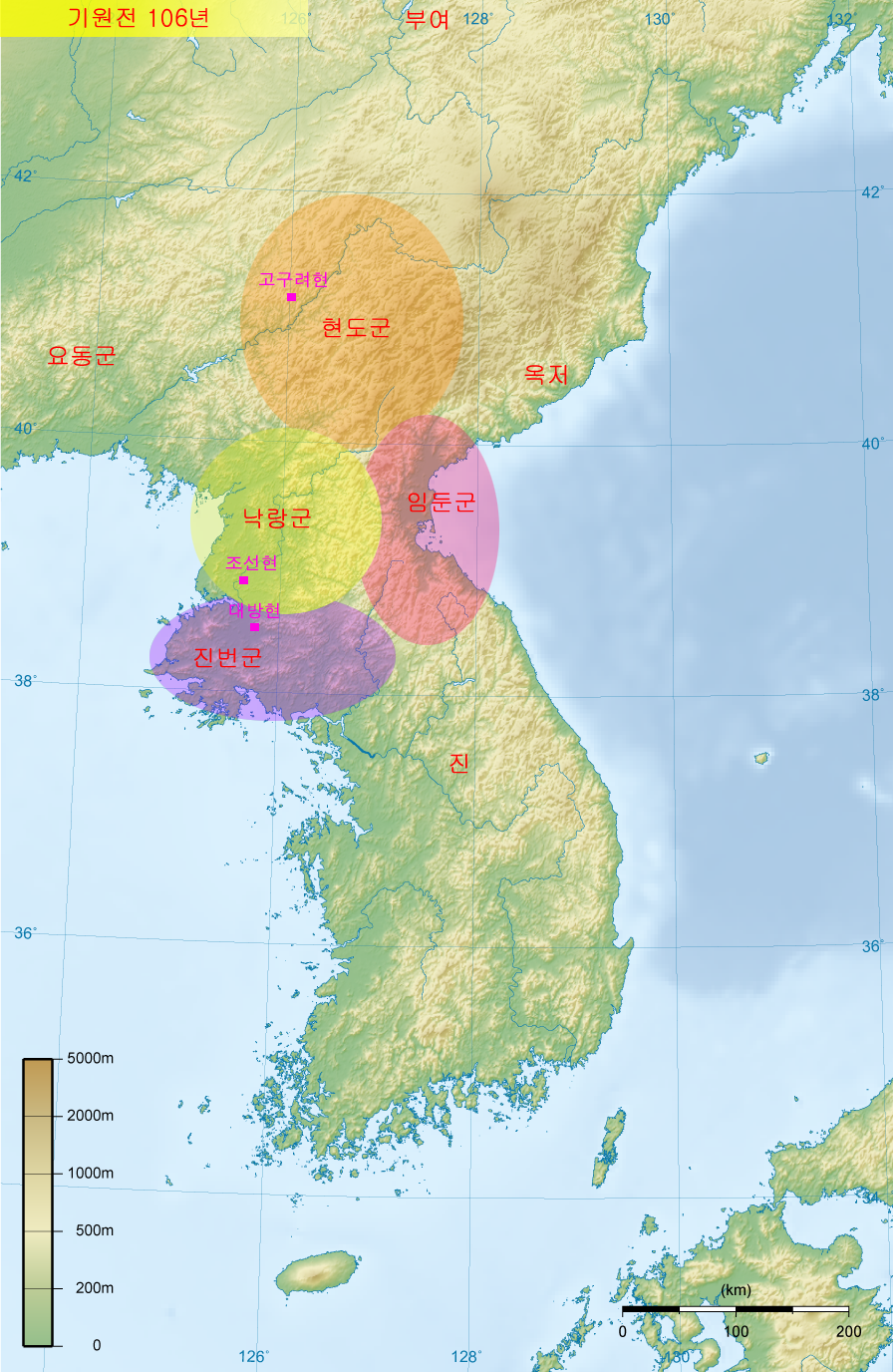
Die vier Kommandanturen von Han im Jahr 106. Lelang ist gelb dargestellt.

Die Lelang-Kommandantur (auch Nangnang- oder Lolang-Kommandantur) wurde unter dem chinesischen Kaiser Han Wudi auf der Koreanischen Halbinsel errichtet und bestand bis zu ihrer Eroberung durch das Königreich Goguryeo im Jahr 313 n. Chr.:S. 24 f.

## Geschichte
Im Jahr 108 v. Chr. eroberte Kaiser Wu von Han das Gebiet unter Youqu (chinesisch 右渠), dem Enkel des Wei Man, auf der Koreanischen Halbinsel. Anschließend richtete er dort die Kommandanturen Lelang, Lintun, Xuantu und Zhenfan ein. Lelang befand sich im nordwestlichen heutigem Korea und bestand aus elf Präfekturen. Seine Hauptstadt befand sich nahe bei Pjöngjang und ist heute unter dem Namen Rangrang (kor. 락랑, 樂浪) ein Innenstadtbezirk der nordkoreanischen Hauptstadt.
Nach dem Tod des Kaisers Wu wurden die Kommandanturen Zhenfan und Lintun aufgegeben, und Xuantu wurde nach Liaodong verlegt. Einige Präfekturen der aufgelösten Kommandanturen wurden der Lelang-Kommandantur zugeschlagen. Anschließend wurde Lelang auch als Größere Lelang-Kommandantur bezeichnet. Weil die Kommandantur Lelang nun zu groß war, wurde der Verteidiger des südlichen Abschnitts (南部都尉) mit der Verwaltung von sieben Präfekturen betraut, die vorher zu Zhenfan gehört hatten. Vorher waren ihm nur die sieben Präfekturen der Lintun-Kommandantur zugeschlagen.
Die bemerkenswerte chinesische Immigration, besonders aus den Städten Yan und Qi, brachte die chinesische Kultur nach Korea. Das Volk von Yan war über den Landweg durch Liaodong gekommen, und die Qi über das Gelbe Meer. Unter ihnen wurde die Wang-Sippe aus Qi bald die leitende Macht. Es wird angenommen, dass die meisten Han-Chinesen in Lelang den Dialekt aus Yan sprachen.
Als Wang Mang die Han-Dynastie stürzte und in China der Bürgerkrieg ausbrach, begann Wang Tiao (王調) in Lelang einen Aufstand und machte sich selbständig. Sein Aufstand wurde im Jahr 30 n. Chr. von Wang Zun (王遵) niedergeschlagen, den Kaiser Guangwu als Gouverneur von Lelang einsetzte. Damit war die Lelang-Kommandantur wieder unter direkter chinesischer Kontrolle. Wegen der großen Bevölkerungsverluste in den Jahren der Kriegswirren gab der Kaiser jedoch die sieben östlichen Präfekturen auf. Ihre Verwaltung übergab er den Hui (濊), deren Anführer zu Markgrafen ernannt wurden.
Zum Ende der Han-Dynastie hin vergrößerte der Gouverneur Gongsun Du (seit 184) seinen nun halb unabhängigen Machtbereich von Liaodong nach Lelang und Xuantu. Sein Sohn Gongsun Kang spaltete die Lelang-Kommandantur im Jahr 204 und richtete die Daifang-Kommandantur ein. Danach hatte die Lelang-Kommandantur wieder ihre alten Ausmaße.
Im Jahr 236 besiegte der General Sima Yi unter dem Wei-Kaiser Cao Rui die Gongsun-Familie und annektierte Liaodong, Lelang und Daifang. Die Jin-Dynastie übernahm die Lelang-Kommandantur im Jahr 265. Als im 4. Jahrhundert der Bürgerkrieg ausbrach, konnte Jin die Gebiete nicht mehr halten. Unter Zhang Tong (張統) machte sich in Lelang und Daifang selbständig. Nachdem die Xiongnu im Jahr 311 die Jin-Hauptstadt Luoyang eingenommen hatten, suchte er Hilfe bei Murong Hui, dem Warlord der Xianbei. Dieser richtete eine winzige Lelang-Kommandantur in Liaodong ein. Die vorige Lelang-Kommandantur wurde von König Micheon von Goguryeo annektiert.